# Rafael Munford
Rafael Munford (Sao Paulo, 17 de agosto de 1998), más conocido como Munford, es un baloncestista brasileño con nacionalidad portuguesa  y su actual equipo es el CD Huelva Baloncesto de la Liga LEB Plata. Con 1,98 metros de estatura, juega en la posición de alero. Es internacional con la Selección de baloncesto de Brasil.

## Trayectoria deportiva
Munford es un jugador formado en la Universidad de Augusta, en la que jugaría la liga universitaria estadounidense en la temporada 2019-20 con los Augusta Jaguars.
En la temporada 2020-21, firma con el Esporte Clube Pinheiros de la Novo Basquete Brasil, en el que jugaría durante tres temporadas.
El 14 de julio de 2023, firma por el CB Tizona de la Liga LEB Oro.
El 13 de febrero de 2024, rescinde su contrato con el CB Tizona. Un día después, firma por el CD Huelva Baloncesto de la Liga LEB Plata.

### Selección nacional
En 2021, haría su debut con la Selección de baloncesto de Brasil. En 2023, sería preseleccionado en la “lista de los 25” donde finalmente no llegó a entrar en los dieciséis que defenderían a la selección brasileña en la Copa Mundial de Baloncesto de 2023.